# Истраживање
Научно истраживање је систематско, планско и објективно испитивање неког проблема, према одређеним методолошким правилима, чија је сврха да се пружи поуздан и прецизан одговор на унапред постављено питање. Свако научно истраживање има више међусобно логично повезаних фаза. Истраживање започиње формулацијом проблема и циља истраживања, дефинисањем основних варијабли, хипотеза, избора узорка, као и метода и техника истраживања. Крајњи резултат научног истраживања је писани научни рад, чланак или монографија, у којем се на прегледан, обухватан, концизан и прецизан начин саопштавају резултати истраживања и дају објашњења истраживане појаве.

## Дефиниције
Истраживање је дефинисано на више различитих начина, и иако постоје сличности, чини се да не постоји јединствена, свеобухватна дефиниција коју би прихватили сви који се баве тиме.
OECD користи једну од дефиниција истраживања, „Свака креативна систематска активност предузета у циљу повећања залиха знања, укључујући знање о човеку, култури и друштву, и коришћење овог знања за осмишљавање нових примена.“
Другу дефиницију истраживања даје Џон В. Кресвел, који наводи да је „истраживање процес корака који се користе за прикупљање и анализу информација како бисмо повећали наше разумевање теме или проблема”. Оно се састоји од три корака: постављања питања, прикупљања података за одговор на питање и представљања одговора на питање.
Онлајн верзија Меријам-Вебстеровог речника детаљније дефинише истраживање као „студиозну истрагу или испитивање; посебно: истраживање или експериментисање усмерено на откривање и тумачење чињеница, ревизију прихваћених теорија или закона у светлу нових чињеница, или практичну примену таквих нових или ревидираних теорија или закона“.

## Облици истраживања

### Оригинално истраживање
Оригинално истраживање, које се назива и примарно истраживање, је истраживање које се не заснива искључиво на резимеу, прегледу или синтези ранијих публикација на тему истраживања. Овај материјал је примарног карактера. Сврха оригиналног истраживања је да произведе ново знање, а не да представи постојеће знање у новом облику (нпр. сажето или класификовано). Оригинално истраживање може бити у различитим облицима, у зависности од дисциплине на коју се односи. У експерименталном раду, оно обично укључује директно или индиректно посматрање испитиваног(их) субјекта(а), на пример, у лабораторији или на терену, документује методологију, резултате и закључке експеримента или скупа експеримената, или нуди ново тумачење претходних резултата. У аналитичком раду обично се производе неки нови (на пример) математички резултати или нови начин приступа постојећем проблему. Код неких субјеката који типично не спроводе експериментисање или анализу ове врсте, оригиналност је у томе што се постојеће разумевање мења или поново тумачи на основу резултата рада истраживача.
Степен оригиналности истраживања је један од главних критеријума за објављивање чланака у академским часописима и обично се утврђује путем рецензије колега. Од дипломираних студената се обично тражи да изврше оригинално истраживање као део дисертације.

### Научно истраживање
Научно истраживање је систематски начин прикупљања података и искориштавања радозналости. Ово истраживање пружа научне информације и теорије за објашњење природе и својстава света. Оно омогућава практичне примене. Научно истраживање финансирају јавне власти, добротворне организације и приватне групе, укључујући многе компаније. Научна истраживања се могу поделити по различитим класификационим основима према њиховим академским и апликативним дисциплинама. Научно-истраживачки рад је широко коришћен критеријум за процену статуса академске институције, мада неки тврде да је то нетачна оцена институције, јер квалитет истраживања не говори о квалитету наставе (ова два аспекта нису нужно у корелацији).
Генерално, подразумева се да истраживање прати одређени структурни процес. Иако редослед корака може да варира у зависности од предмета и истраживача, следећи кораци су обично део већине формалних истраживања, како основних тако и примењених:
- Запажања и формирање теме: Састоји се од предметне области од интереса и праћења те предметне области ради спровођења предметног истраживања. Предметна област не би требало да се бира насумично, јер захтева читање огромне количине литературе о тој теми да би се утврдио јаз у литератури који истраживач намерава да смањи. Препоручљиво је велико интересовање за изабрану предметну област. Истраживање треба да буде оправдано повезивањем његовог значаја са већ постојећим знањем о теми.
- Хипотеза: Проверљиво предвиђање које означава однос између две или више варијабли.
- Концептуална дефиниција: Опис концепта путем његовог повезивања са другим концептима.
- Оперативна дефиниција: Детаљи повезани са дефинисањем варијабли и како ће се оне мерити/оцењивати у студији.
- Прикупљање података: Састоји се од идентификовања популације и одабира узорака, прикупљања информација из или о овим узорцима коришћењем специфичних истраживачких инструмената. Инструменти који се користе за прикупљање података морају бити валидни и поуздани.
- Анализа података: Укључује рашчлањивање појединачних делова података како би се о томе извели закључци.
- Тумачење података: Ово се може представити кроз табеле, графиконе и слике, а затим описати речима.
- Тест, ревизија хипотезе
- Закључак, понављање ако је потребно

Уобичајена заблуда је да ће хипотеза бити доказана (погледајте, нулту хипотезу). Генерално, хипотеза се користи за предвиђања која се могу тестирати посматрањем исхода експеримента. Ако исход није у складу са хипотезом, онда се хипотеза одбацује (погледајте могућност лажирања). Међутим, ако је исход у складу са хипотезом, каже се да експеримент подржава хипотезу. Овај пажљиви језик се користи зато што истраживачи препознају да алтернативне хипотезе такође могу бити у складу са запажањима. У том смислу, хипотеза се никада не може доказати, већ само подржати преживелим итерацијама научних тестирања и, евентуално постати широко сматрана истинитом.
Корисна хипотеза омогућава предвиђање, и у оквиру тачности посматрања времена, предвиђање ће бити верификовано. Како се тачност посматрања временом побољшава, могуће је да хипотеза више неће давати тачно предвиђање. У овом случају ће се појавити нова хипотеза која оспорава стару, и у мери у којој нова хипотеза даје тачнија предвиђања од старе, нова ће је заменити. Истраживачи такође могу да користе нулту хипотезу, која не наводи никакву везу или разлику између независних или зависних варијабли.

### Истраживања у хуманистичким наукама
Истраживање у хуманистичким наукама укључује различите методе као што су на пример херменеутика и семиотика. Научници хуманистичких наука обично не траже ултиматно тачан одговор на питање, већ уместо тога истражују проблеме и детаље који га окружују. Контекст је увек важан, а контекст може бити друштвени, историјски, политички, културни или етнички. Пример истраживања у хуманистичким наукама је историјско истраживање које је оличено у историјском методу. Историчари користе примарне изворе и друге доказе да систематски истражују неку тему, а затим да напишу историје у облику извештаја о прошлости. Друге студије имају за циљ да само испитају појаву понашања у друштвима и заједницама, не тражећи посебно разлоге или мотивацију за њихово објашњење. Ове студије могу бити квалитативне или квантитативне и могу користити различите приступе, као што су квир теорија или феминистичка теорија.